# Sudan i olympiska sommarspelen 2012
Sudan deltog i de olympiska sommarspelen 2012 med en trupp bestående av sex deltagare, fyra män och två kvinnor, men ingen av landets deltagare erövrade någon medalj.

## Friidrott
- Huvudartikel: Friidrott vid olympiska sommarspelen 2012

Förkortningar
- Notera – Placeringar gäller endast den tävlandes eget heat
- Q = Kvalificerade sig till nästa omgång via placering
- q = Kvalificerade sig på tid eller, i fältgrenarna, på placering utan att ha nått kvalgränsen
- NR = Nationellt rekord
- N/A = Omgången inte möjlig i grenen
- Bye = Idrottaren behövde inte delta i omgången

Herrar
Bana och väg
| Idrottare           | Gren  | Heat     | Heat      | Semifinal        | Semifinal        | Final            | Final            |
| Idrottare           | Gren  | Resultat | Placering | Resultat         | Placering        | Resultat         | Placering        |
| ------------------- | ----- | -------- | --------- | ---------------- | ---------------- | ---------------- | ---------------- |
| Ismail Ahmed Ismail | 800 m | 1:48.79  | 6         | Gick inte vidare | Gick inte vidare | Gick inte vidare | Gick inte vidare |
| Abubaker Kaki       | 800 m | 1:45.51  | 1 Q       | 1:44.51          | 1 Q              | 1:43.32          | 7                |
| Rabah Yousif        | 400 m | 45.46    | 3 Q       | 45.13            | 4                | Gick inte vidare | Gick inte vidare |

Damer
Bana och väg
| Idrottare    | Gren  | Heat     | Heat      | Semifinal        | Semifinal        | Final            | Final            |
| Idrottare    | Gren  | Resultat | Placering | Resultat         | Placering        | Resultat         | Placering        |
| ------------ | ----- | -------- | --------- | ---------------- | ---------------- | ---------------- | ---------------- |
| Amina Bakhit | 800 m | 2:09.78  | 4         | Gick inte vidare | Gick inte vidare | Gick inte vidare | Gick inte vidare |

## Simning
- Huvudartikel: Simning vid olympiska sommarspelen 2012